# Lophostethus
Lophostethus é um gênero de mariposa pertencente à família Bombycidae.